# Mistrovství světa v alpském lyžování 1936
6. Mistrovství světa v alpském lyžování se konalo v roce 1936 v rakouském Innsbrucku.

## Medailisté

### Muži
| Soutěž    | Zlato           | Stříbro             | Bronz            |
| Sjezd     | Rudolf Rominger | Giacinto Sertorelli | Heinz Von Allmen |
| Slalom    | Rudolph Matt    | Eberhard Kneissl    | Rudolf Rominger  |
| Kombinace | Rudolf Rominger | Heinz Von Allmen    | Eberhard Kneissl |

### Ženy
| Soutěž    | Zlato            | Stříbro         | Bronz            |
| Sjezd     | Evelyn Pinching  | Elvira Osirnig  | Nini Arx-Zogg    |
| Slalom    | Gerda Paumgarten | Evelyn Pinching | Grete Weikert    |
| Kombinace | Evelyn Pinching  | Elvira Osirnig  | Gerda Paumgarten |

## Přehled medailí
| Pořadí         | Stát           | Zlato | Stříbro | Bronz | Celkově |
| 1              | Švýcarsko      | 2     | 3       | 3     | 8       |
| 2              | Rakousko       | 2     | 1       | 3     | 6       |
| 3              | Velká Británie | 2     | 1       | -     | 3       |
| 4              | Itálie         | -     | 1       | 0     | 1       |
| Medailové sady | Medailové sady | 6     | 6       | 6     | 18      |